# نيك سكوبيتش
نيك سكوبيتش (بالسلوفينية: Nejc Skubic)‏ (13 يونيو 1989 ليوبليانا سلوفينيا - ) هو لاعب كرة قدم سلوفيني، يلعب كمدافع.

## وصلات خارجية
نيك سكوبيتش على موقع الاتحاد الدولي (مؤرشف)  (الإنجليزية)
- نيك سكوبيتش على موقع الاتحاد الأوربي (الإنجليزية)
- نيك سكوبيتش على موقع اتحاد تركيا (لاعب) (الإنجليزية)
- نيك سكوبيتش على موقع قاعدة بيانات كرة القدم.إي يو (الإنجليزية)
- نيك سكوبيتش على موقع ناشيونال فوتبول تيمز (الإنجليزية)
- نيك سكوبيتش على موقع Soccerway.com (الإنجليزية)
- نيك سكوبيتش على موقع عالم كرة القدم.نت (الإنجليزية)
- نيك سكوبيتش على موقع AS.com (الإسبانية)